# Mitsubishi Minicab
Mitsubishi Minicab — кей-кар, производимый японской компанией Mitsubishi Motors с 1966 года.

## Первое поколение
Mitsubishi Minicab был представлен в 1966 году как замена пикапу Mitsubishi 360, который к тому времени приобрел название Minica. Под названием LT30, он получил двухтактный 359 см³ двигатель с воздушным охлаждением и был доступен с грузовыми воротами с трех сторон, что облегчало погрузку и выгрузку. В 1968 году представлен в версии фургон в четырех модификациях. В 1971 году модель LT30 была заменена новой Minicab EL, но первая все еще оставалась в производстве. Автомобиль с индексом T30V и двигателем в 26 л. с. оставался в производстве до 1976 года без модификаций, за исключением изменения 1974 года, которое позволило устанавливать бо́льшие по размеру автомобильные номера. Версия Super Deluxe получило 30 л. с. вариант двигателя ME24. Было выпущено 224766 Minicab первого поколения.

## Второе поколение
В 1971 году появилось второе поколение Minicab. Модель Minicab EL получила новый интерьер и более длинную грузовую платформу. Названная T130, она была доступна только как грузовой автомобиль, и производилась параллельно с LT30 до анонса третьего поколения в 1976. Благодаря установке спереди подвески на двойных поперечных рычагах и рессор сзади, качество поездки улучшилось.
Фургон был добавлен в линейку Minicab в 1972 году, когда также появился Minicab W с новым двигателем 2G10, имевшим водяное охлаждение. Модель выпускалась под кодом T131 и была легко узнаваема по измененному дизайну. В 1973 году изменилась решетка радиатора, а также увеличились фары. В 1975 году автомобиль получил двигатель с меньшим количеством выбросов, который использовал технологию Mitsubishi MCA (Mitsubishi Clean Air). Всего было произведено 209774 Minicab второго поколения.

## Третье поколение
Третье поколение, Minicab 5 (L012), было представлено в апреле 1976 года. В соответствии с изменениями налогового законодательства, автомобиль увеличился в длине и получил 471 см³ двигатель Vulcan S (2G22). Также появился обогрев лобового стекла, центральную консоль и кондиционер. Не было использовано все преимущество в изменениях закона — разрешенный объем двигателя достигал 550 см³, и оставался в производстве совсем недолго.
В 1977 году Minicab получил 546 см³ двигатель и название "Minicab Wide 55" (L013). Мощность двигателя увеличилась до 29 л. с. Он производился до 1979 года, когда из названия убрали "Wide 55", поскольку рынок считался осведомленным об увеличении габаритов автомобиля и объема двигателя. Тогда же мощность увеличилась на 2 л. с. Экспортная модель поставлялась в некоторые страны с индексом L100. В 1981 году Minicab получил двигатель 2G23, оснащенный ремнем ГРМ, и код L015. В 1982 году появился полноприводный вариант, а также незначительно изменен дизайн. Было выпущено 768393 автомобиля третьего поколения (L012, L013, L015).
В Китае автомобиль выпускался и продавался под названием Shenwei SYW 1010 и Liuzhou Wuling LZ 110. LZ 110 был доступен как микроавтобус или грузовик, и имел 800 см³ экспортный двигатель Mitsubishi.

## Четвертое поколение
Четвертое поколение было представлено в 1984 году (U11/U12). Была доступна полноприводная версия. Несмотря на то, что основная часть улучшений относилась к коммерческой эксплуатации, наиболее заметные изменения были сделаны в области личного досуга. Угловые фары играли важную роль в дизайне Minicab, наряду с увеличенными окнами. Появился задний стеклоочиститель и электронный замок задних дверей. Предлагалось пятнадцать задне- и полноприводных комплектаций фургона и десять комплектаций грузовика. К названиям автомобилей в высших комплектациях было добавлено "Bravo". Выпуск прекратился в ноябре 1990 года, к тому моменту было собрано 707348 автомобилей.
Дополнительные модели появились в продаже в феврале 1985, а в сентябре того же года дизайн претерпел незначительные изменения. В феврале 1986 года заднеприводная модель получила АКПП. В июне 1987 двухцилиндровый двигатель Vulcan-II был заменен на трехцилиндровый Cyclone (3G81). В линейку была добавлена модель с наддувом (U14/U15). В августе 1988 был проведен рестайлинг, а в апреле 1989 появились две полноприводные модели — NX и Bravo AX. В январе 1990 модель получила атмосферный 657 см³ двигатель 3G83 (U18/U19), как результат изменения законодательства, с незначительным рестайлингом (увеличились передний и задний бамперы, а также длина). Теперь фургон имел длину 3265 мм, а грузовик — 3225 мм. Индекс моделей с наддувом получил "G" в конце (к примеру, U15VG).
Minicab четвертого поколения приобрел муфту свободного хода (на полноприводных моделях) и люк на крыше.

### Производство за границей
В Китае Minicab четвертого поколения производился и продавался под названием Wuling LZW 1010 как коммерческий автомобиль и Wuling LZW 6330 как пассажирский, с 1990 по 2009 годы. С 1986 по 1989 более широкая и длинная версия производилась в Индонезии под названием Jetstar. Эта модель повторяла Verica, которая производилась CMC в Тайване, за исключением 1 л 53 л. с. двигателя Daihatsu CB20, который был установлен для удовлетворения местных требований к деталям, поскольку местный филиал Mitsubishi не предлагал подходящего двигателя. Также выпускался микроавтобус Jetstar (Diplomat или Royal) и пикап.

### CMC Varica
На Тайване длиннобазные версии четвертого поколения Minicab также были доступны с различными кузовами. CMC Varica получила 1061 см³ 58 л. с. двигатель 4G82. Общая длина составляла до 3 645 мм, с колесной базой, удлиненной до 1 475 мм. Максимальная скорость составляла 115 км/ч.

## Пятое поколение
Больший по размеру и значительно видоизмененный Minicab был выпущен в 1991 году, чтобы воспользоваться преимуществами в изменении закона, позволявшими увеличить размеры и объем двигателя автомобиля класса kei car. Было представлено три новых 660 см³ двигателя: с четырех- и двухклапанной системой  под управлением SOHC и пятиклапанной системой под управлением DOHC. Всего существовало 66 вариантов комплектации, включая новую, выполненную в ретро-стиле Bravo Route 66. Однако один предыдущий вариант, грузовик с высокой крышей, вышел из выпуска. Всего было выпущено 723772 автомобиля пятого поколения.

## Шестое поколение
Minicab шестого поколения (U60) был представлен в 1999 году, включая "универсальную" версию Town Box. Было построено 419070 U60 с бензиновым двигателем.

### Minicab MiEV
В октябре 2010 года в Mitsubishi приступили к тестированию электромобиля Minicab MiEV. В январе 2011 стало известно, что модель поступит в продажу в Японии в третьем квартале того же года, и в декабре MiEV вышел на японский рынок.
Mitsubishi получила предзаказ на 100 автомобилей от крупной компании по доставке Yamato Transport в мае 2011.